# Associazione Calcio Fiorentina 1942-1943
Questa voce raccoglie le informazioni riguardanti l'Associazione Calcio Fiorentina nelle competizioni ufficiali della stagione 1942-1943.

## Stagione
I viola concludono il campionato al sesto posto, con un piazzamento a mezza classifica. L'unica vittoria degna di nota è quella fuori casa contro il Milan (3-1), mentre in Coppa Italia escono contro il Livorno alla prima partita del torneo. Quest'anno diventa presidente Scipione Picchi fino alla fine del '45.

## Rosa
| N. |                   | Ruolo | Calciatore                 |
| -- | ----------------- | ----- | -------------------------- |
|    | Italia (bandiera) | P     | Ugo Innocenti              |
|    | Italia (bandiera) | P     | Luigi Griffanti (capitano) |
|    | Italia (bandiera) | D     | Ivo Buzzegoli              |
|    | Italia (bandiera) | D     | Bruno Crola                |
|    | Italia (bandiera) | D     | Luigi Chiodi               |
|    | Italia (bandiera) | D     | Carlo Piccardi             |
|    | Italia (bandiera) | D     | Zeffiro Furiassi           |
|    | Italia (bandiera) | C     | Gipo Poggi                 |
|    | Italia (bandiera) | C     | Menotti Avanzolini         |
|    | Italia (bandiera) | C     | Augusto Magli              |
|    | Italia (bandiera) | C     | Pasquale Morisco           |

| N. |                   | Ruolo | Calciatore           |
| -- | ----------------- | ----- | -------------------- |
|    | Italia (bandiera) | C     | Trentino Bui         |
|    | Italia (bandiera) | C     | Angelo Bollano       |
|    | Italia (bandiera) | C     | Duilio Rallo         |
|    | Italia (bandiera) | C     | Piero Suppi          |
|    | Italia (bandiera) | A     | Antonio Della Rosa   |
|    | Italia (bandiera) | A     | Ferruccio Valcareggi |
|    | Italia (bandiera) | A     | Renato Gei           |
|    | Italia (bandiera) | A     | Romano Penzo         |
|    | Italia (bandiera) | A     | Danilo Michelini     |
|    | Italia (bandiera) | A     | Ugo Gregorin         |

## Risultati

### Serie A

#### Girone di andata
| Arbitro: | Galeati (Bologna) |

|            |           |  |
| Coscia 29’ | Marcatori |  |

| Arbitro: | Mattea (Torino) |

|                          |           |                                   |
| Bollano 4’ Michelini 11’ | Marcatori | 16’ (aut.) Avanzolini 65’ Cergoli |

| Arbitro: | Dellarole (Roma) |

|                                      |           |                           |
| Michelini 33’, 80’ Penzo 74’ Gei 89’ | Marcatori | 7’ Colaussi 14’ Quaresima |

| Arbitro: | Scorzoni (Bologna) |

|                      |           |                               |
| Boniforti 45’ (rig.) | Marcatori | 21’ Bollano 41’ Suppi 68’ Gei |

| Arbitro: | Bernardi (Bologna) |

|                   |           |            |
| Gei 42’ Suppi 59’ | Marcatori | 14’ Petron |

| Arbitro: | Zelocchi (Modena) |

|                                               |           |  |
| Ferraris 5’, 14’, 82’ Mazzola 20’ Gabetto 20’ | Marcatori |  |

| Arbitro: | Galeati (Bologna) |

|                                            |           |                |
| Valcareggi 29’, 31’ Gei 33’, 47’ Suppi 84’ | Marcatori | 13’ Bonistalli |

| Arbitro: | Mattea (Torino) |

|            |           |  |
| Gritti 46’ | Marcatori |  |

| Arbitro: | Zelocchi (Modena) |

|         |           |                |
| Gei 85’ | Marcatori | 20’ Puccinelli |

| Arbitro: | Dattilo (Roma) |

|                                     |           |                |
| Nardi 11’ Puricelli 29’ Biavati 38’ | Marcatori | 55’ Valcareggi |

| Arbitro: | Bertolio (Torino) |

|           |           |  |
| Rallo 16’ | Marcatori |  |

| Arbitro: | Scorzoni (Bologna) |

|                                                  |           |  |
| Candiani 22’, 31’ (rig.) Gaddoni 42’ Rebuzzi 46’ | Marcatori |  |

| Arbitro: | Dattilo (Roma) |

|                                         |           |                                 |
| Valcareggi 40’, 49’ Penzo 47’ Suppi 85’ | Marcatori | 43’ Zidarich 52’ Piana 88’ Tori |

| Arbitro: | Barlassina (Milano) |

|                                                         |           |                    |
| Magni 30’ Lushta 61’, 70’ Meazza 68’ Sentimenti III 84’ | Marcatori | 19’, 41’ Michelini |

| Arbitro: | Galeati (Bologna) |

|                                     |           |                         |
| Suppi 14’ Bollano 60’ Michelini 82’ | Marcatori | 38’ Ispiro 80’ Trevisan |

#### Girone di ritorno
| Arbitro: | Barlassina (Milano) |

|                     |           |  |
| Suppi 45’, 47’, 58’ | Marcatori |  |

| Arbitro: | Zelocchi (Modena) |

|                                      |           |  |
| Salar 10’ Sessa 48’ Tagliasacchi 80’ | Marcatori |  |

| Arbitro: | Fois (Roma) |

|                         |           |  |
| Marchetti 46’, 73’, 78’ | Marcatori |  |

| Arbitro: | Scotto (Savona) |

|                       |           |  |
| Bollano 16’, 80’, 82’ | Marcatori |  |

| Arbitro: | Fois (Roma) |

|                         |           |                     |
| Novello 52’ Alberti 60’ | Marcatori | 13’ Gei 75’ Bollano |

| Arbitro: | Zelocchi (Modena) |

|                              |           |                               |
| Valcareggi 48’ Michelini 71’ | Marcatori | 14’, 36’ Mazzola 83’ Ferraris |

| Arbitro: | Mattea (Torino) |

|                         |           |                           |
| Tabor 24’ D'Alconzo 49’ | Marcatori | 29’ Bollano 36’ Michelini |

| Arbitro: | Dellarole (Roma) |

|                          |           |  |
| Valcareggi 66’ Suppi 77’ | Marcatori |  |

| Arbitro: | Mazza (Torre del Greco) |

|                                          |           |                                     |
| Piola 4’ (rig.) Manola 28’ Gualtieri 75’ | Marcatori | 22’ Michelini 82’ Bollano 84’ Poggi |

| Arbitro: | Fois (Roma) |

|  |           |               |
|  | Marcatori | 22’ Puricelli |

| Arbitro: | Biancone (Roma) |

|                                |           |                  |
| Fabbri 48’, 50’, 58’ Milli 72’ | Marcatori | 32’, 40’ Bollano |

| Arbitro: | Zelocchi (Modena) |

|                        |           |  |
| Della Rosa 22’ Gei 75’ | Marcatori |  |

| Arbitro: | Dattilo (Roma) |

|                                             |           |                |
| Crola 5’ (aut.) Raccis 14’, 86’ Miniati 55’ | Marcatori | 85’ Della Rosa |

| Arbitro: | Zelocchi (Modena) |

|                      |           |                                      |
| Bui 33’ Gei 46’, 68’ | Marcatori | 32’ Magni 59’, 83’ Meazza 78’ Lushta |

| Arbitro: | Scorzoni (Bologna) |

|  |           |                        |
|  | Marcatori | 27’ Valcareggi 65’ Gei |

### Coppa Italia
| Arbitro: | Bertolio (Torino) |

|                    |           |               |
| Stua 1’ Degano 14’ | Marcatori | 28’ Michelini |

## Statistiche

### Statistiche di squadra
| Competizione | Punti | In casa | In casa | In casa | In casa | In casa | In casa | In trasferta | In trasferta | In trasferta | In trasferta | In trasferta | In trasferta | Totale | Totale | Totale | Totale | Totale | Totale | DR |
| Competizione | Punti | G       | V       | N       | P       | Gf      | Gs      | G            | V            | N            | P            | Gf           | Gs           | G      | V      | N      | P      | Gf     | Gs     | DR |
| ------------ | ----- | ------- | ------- | ------- | ------- | ------- | ------- | ------------ | ------------ | ------------ | ------------ | ------------ | ------------ | ------ | ------ | ------ | ------ | ------ | ------ | -- |
| Serie A      | 29    | 15      | 10      | 2       | 3       | 37      | 20      | 15           | 2            | 3            | 10           | 18           | 41           | 30     | 12     | 5      | 13     | 55     | 61     | -6 |
| Coppa Italia |       | -       | -       | -       | -       | -       | -       | 1            | 0            | 0            | 1            | 1            | 2            | 1      | 0      | 0      | 1      | 1      | 2      | -1 |
| Totale       |       | 15      | 10      | 2       | 3       | 37      | 20      | 16           | 2            | 3            | 11           | 19           | 43           | 31     | 12     | 5      | 14     | 56     | 63     | -7 |

### Statistiche dei giocatori
Sono in corsivo i calciatori che hanno lasciato la società a stagione in corso.
}}
| Giocatore     | Serie A  | Serie A | Coppa Italia | Coppa Italia | Totale   | Totale |
| Giocatore     | Presenze | Reti    | Presenze     | Reti         | Presenze | Reti   |
| ------------- | -------- | ------- | ------------ | ------------ | -------- | ------ |
| M. Avanzolini | 29       | 0       | 1            | 0            | 30       | 0      |
| A. Bollano    | 25       | 11      | 1            | 0            | 26       | 11     |
| T. Bui        | 8        | 1       | 1            | 0            | 9        | 1      |
| I. Buzzegoli  | 9        | 0       | 0            | 0            | 9        | 0      |
| L. Chiodi     | 20       | 0       | 1            | 0            | 21       | 0      |
| B. Crola      | 16       | 0       | 0            | 0            | 16       | 0      |
| A. Della Rosa | 5        | 2       | 0            | 0            | 5        | 2      |
| Z. Furiassi   | 29       | 0       | 1            | 0            | 30       | 0      |
| R. Gei        | 28       | 11      | 1            | 0            | 29       | 11     |
| U. Gregorin   | 1        | 0       | 0            | 0            | 1        | 0      |
| L. Griffanti  | 27       | -0      | 1            | -2           | 28       | -2     |
| U. Innocenti  | 3        | -0      | 0            | -0           | 3        | -0     |
| A. Magli      | 1        | 0       | 0            | 0            | 1        | 0      |
| D. Michelini  | 24       | 9       | 1            | 1            | 25       | 10     |
| P. Morisco    | 0        | 0       | 1            | 0            | 1        | 0      |
| R. Penzo      | 12       | 2       | 0            | 0            | 12       | 2      |
| C. Piccardi   | 7        | 0       | 0            | 0            | 7        | 0      |
| G. Poggi      | 29       | 1       | 1            | 0            | 30       | 1      |
| D. Rallo      | 8        | 1       | 0            | 0            | 8        | 1      |
| P. Suppi      | 19       | 9       | 0            | 0            | 19       | 9      |
| F. Valcareggi | 30       | 8       | 1            | 0            | 31       | 8      |